# Пласа-Майор (Мадрид)
Пласа-Майор (исп. Plaza Mayor — «Главная площадь») — одна из центральных площадей испанской столицы. Расположена в части, которую принято называть «австрийским Мадридом». Соперничает с площадью Пуэрта-дель-Соль за право именоваться главной площадью испанской столицы, но в отличие от демократичной Пуэрта-дель-Соль, Пласа-Майор — статусная площадь, «пуп Испании», как сказал Лопе де Вега. Площадь в стиле мадридского барокко, один из немногих памятников эпохи Габсбургов, была построена по проекту архитектора Хуана Гомеса де Моры.

## История
Первоначально, во времена короля Кастилии и Леона Энрике II, площадь находилась за городской стеной, сразу за «Воротами Гвадалахары», на слиянии двух дорог (в настоящее время улиц) Толедо и Аточа. Постепенно она приобрела статус важнейшего рынка, и при Филиппе III была серьёзно перестроена.
На протяжении истории название площади неоднократно менялось: от «Пригородной» до «Главной площади».
В 1812 году вышел указ, по которому, все главные площади испанских городов получали имя «Площадь конституции». Но это название продержалось лишь два года, и в 1814 году площадь стали называть «Королевской», хотя название «Площадь конституции» возвращалось несколько раз (1820—1823, 1833—1835, 1840—1843 гг.).
В 1873 году площадь поменяла название на «Площадь Республики», но уже в 1876 году снова стала «Площадью Конституции», коей оставалась до 1923 года, до начала диктатуры Примо де Ривера. Это же имя площадь получила с провозглашением Второй Испанской Республики и носила его до конца Гражданской войны, когда ей присвоили популярное в народе название «Пласа-Майор».
Пласа-Майор была торжественно открыта 15 мая 1620 года по случаю причисления Исидро де Мерло и Кинтана к лику святых, в связи с чем были зачитаны стихи Лопе де Вега. Первое торжественное мероприятие, проведённое на площади, длилось восемь дней. С тех пор каждый год 15 мая отмечается главный праздник мадридцев — День св. Исидро, покровителя города. Длится он две недели, но нерабочим днём объявляется только 15 мая.
Пласа-Майор была первой в Мадриде площадью, где было оборудовано постоянное место для корриды — до этого бои с быками происходили на импровизированных площадках. Обычно бои устраивались здесь в дни памяти святых покровителей Мадрида — Сан-Хуана, Санта-Анны и Сан-Исидро. В одной из таких коррид в 1779 году выступали три «самые знаменитые шпаги арены» в истории — Педро Ромеро, Пепе-Ильо и Костильярес, а арена была декорирована Гойей.

## Внешний вид

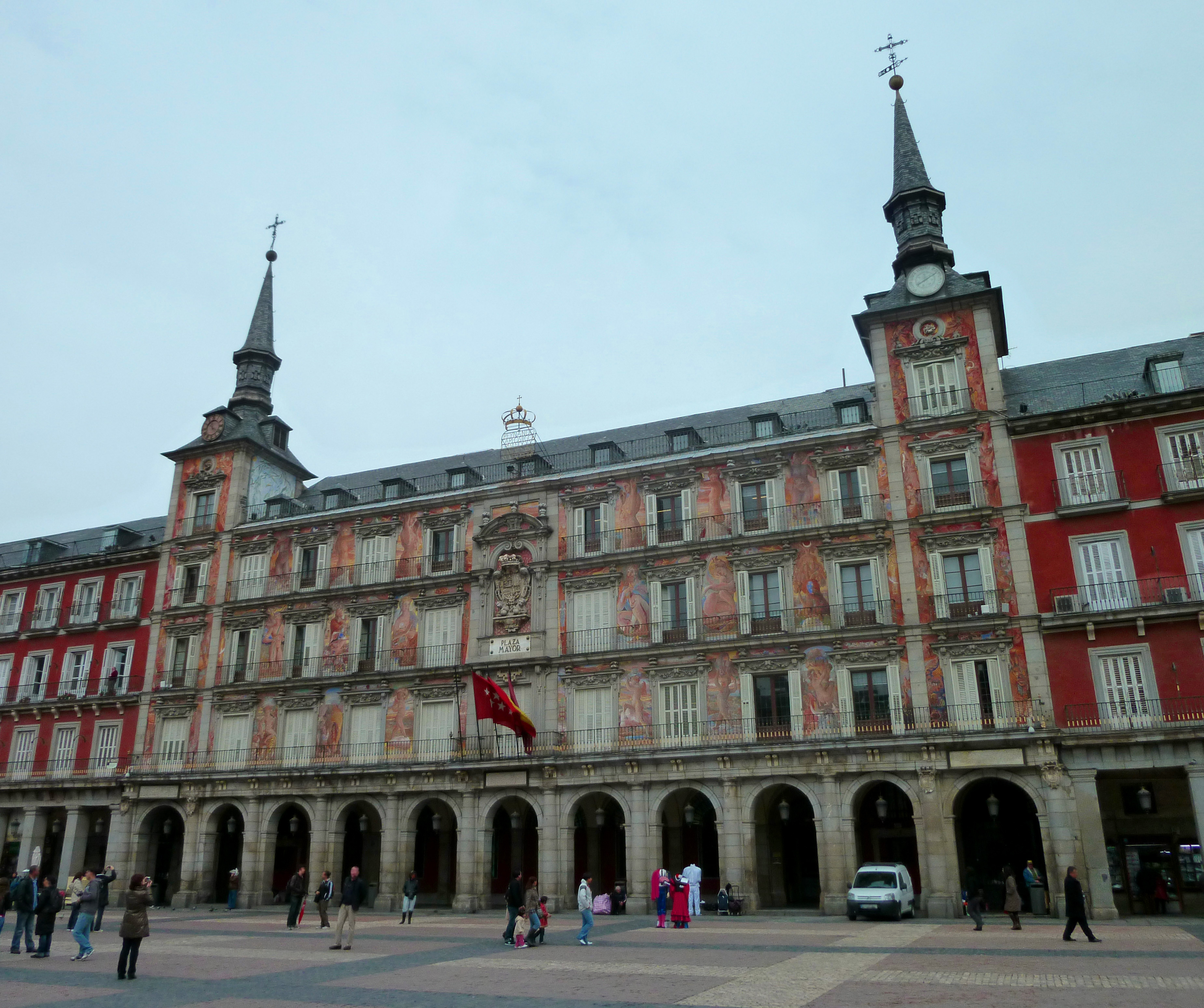
Каса-де-ла-Панадерия

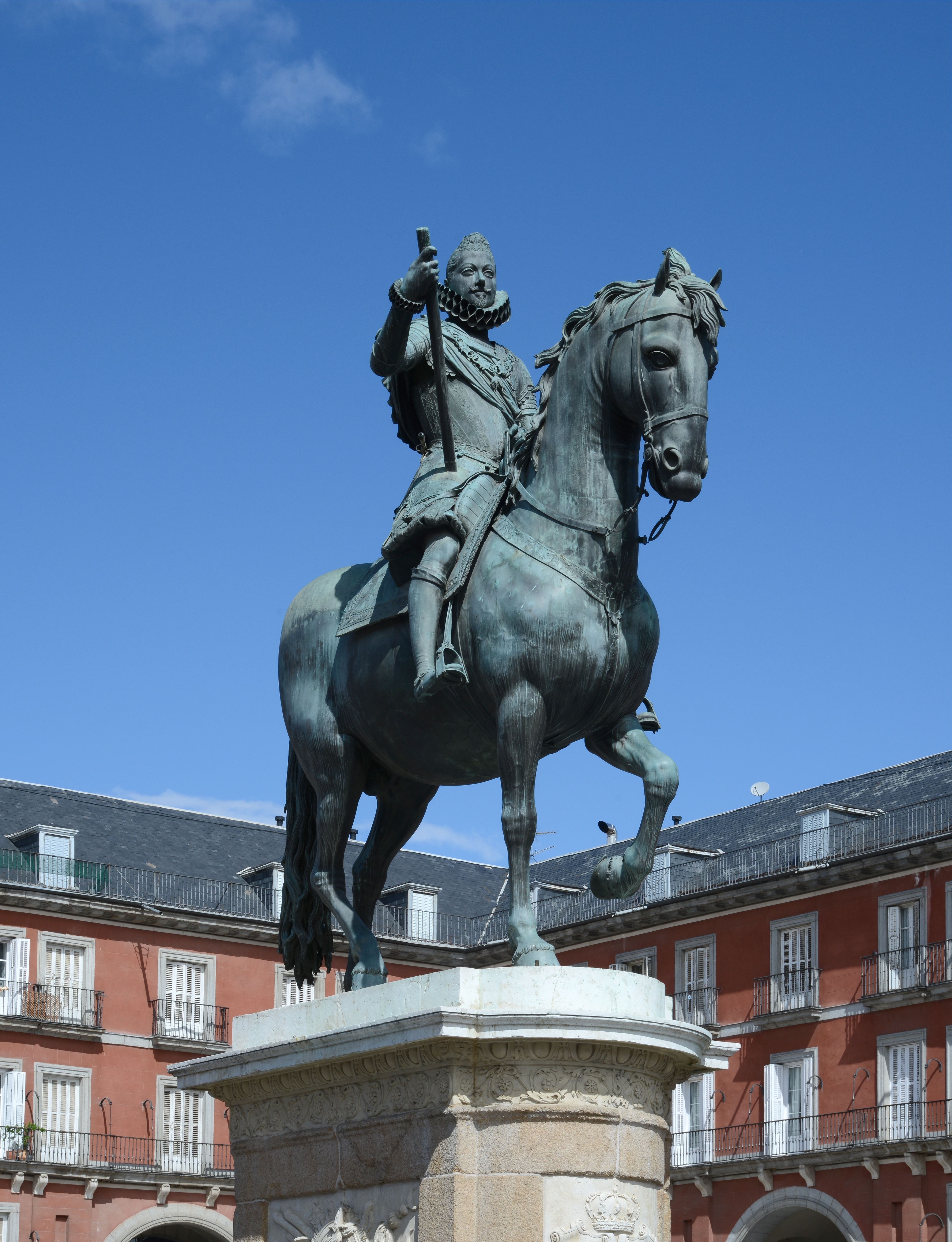
Статуя Филиппа III

В Средние века здания, окружающие площадь, были построены из дерева, что часто приводило к пожарам. После одного из них в 1790 году архитектор Хуан де Вильянуэва, назначенный восстановить уничтоженную площадь, соединил все дома по периметру площади, запланировал в них арочные проезды и заменил, по возможности, дерево на камень. Работа затянулась на 60 с лишним лет. Лишь в 1853 году были ликвидированы последствия пожара в восточной части площади. Сегодня Пласа-Майор представляет собой правильный четырёхугольник, окруженный зданиями в едином стиле, общее число которых насчитывает 136. В каждом здании имеется балкон, для того, чтобы можно было наблюдать за действиями на площади. Всего таких балконов 437 штук. Девять ворот Пласа-Майор — это сквозные арки, прорезанные в зданиях.

### Каса-де-ла-Панадерия
Самым знаменитым зданием на площади является Каса-де-ла-Панадерия («Булочная»). Этот дом был в конце XV века приобретен муниципалитетом для размещения в нём одной из трёх булочных, которые снабжали двор короля. Панадерия не являлась булочной в простом понимании слова. Лишь в нижней части четырёхэтажного дома, по стилю напоминающего дворцы знатных вельмож той эпохи, торговали хлебом и булками. Во время праздников, казней, коррид нижний балкон неизменно занимала королевская семья, а верхние делили между собой придворные — в зависимости от ранга. Внутри Панадерии на верхних этажах находились роскошные залы, где во время праздников давались пышные приёмы и отдыхали их величества, утомившиеся от зрелищ. Позднее в здании размещалась Академия благородных искусств, а потом Академия истории. С 1880 г. здесь хранится городской архив. Напротив «Булочной», как свидетельство соперничества двух цехов, была построена Каса-де-ла-Карнисерия (мясная лавка). Балконы этого дома в дни зрелищ тоже считались вполне престижными ложами.

### Статуя короля Филиппа III
В самом центре площади на гранитном постаменте возвышается бронзовая конная скульптура короля Филиппа III. Статуя была начата фламандским скульптором Джамболонья и закончена его учеником Пьетро Такка в 1616 году. Она была подарена королю Испании великим герцогом Тосканским и первоначально располагалась в загородной резиденции Каса-де-Кампо. В 1848 по приказу королевы Изабеллы II статую перенесли и установили на главной площади.